# 108.ª División (Ejército franquista)
La 108.ª División fue una unidad del Ejército franquista que combatió en la Guerra Civil Española, durante la cual jugó un papel relevante. La división llegó a tomar parte en las batallas de Brunete, Teruel, Aragón o Levante.

## Historial
Fue creada originalmente como una división de reserva del VIII Cuerpo de Ejército, en la zona gallega; el 21 de mayo de 1937 recibió su numeración definitiva como 108. El mando de la nueva unidad recayó en el coronel de infantería Vicente Lafuente Baleztena. En julio, tras el comienzo de la batalla de Brunete, fue enviada como refuerzo al nuevo frente de batalla. Algunos de sus batallones tomaron parte directa en los combates, apoyando a otras divisiones.
En diciembre de 1937 fue enviada como refuerzo al frente de Teruel, donde quedó agregada al Cuerpo de Ejército Marroquí. Mantenida en reserva originalmente, en febrero de 1938 llegó a sostener sangrientos combates con las fuerzas republicanas en torno a Vivel del Río. Tras los combates de Teruel la división fue asignada al Cuerpo de Ejército de Galicia y, posteriormente, al Cuerpo de Ejército de Castilla, interviniendo en la ofensiva que pretendía conquistar Valencia. Para entonces el mando lo ostentaba el coronel Santiago Amado. Durante las operaciones de Levante la división llegó a estar asignada durante algún tiempo a la «Agrupación de Enlace» mandada por el general Rafael García Valiño.
A finales de 1938 se encontraba de nuevo agregada al Cuerpo de Ejército de Galicia, en el inactivo frente de Levante. No volvió a tomar parte en ninguna operación de relevancia hasta el final de la guerra, cuando tomó parte en la llamada «ofensiva de la Victoria». La 108.ª División fue disuelta tras el final de la contienda.